# Brenda Milner
Brenda Milner (født 15. juli 1918 i Manchester, England) er en britisk-født canadisk neuropsykolog.